# غوستافو إيزكيرا
غوستافو إيزكيرا (بالإسبانية: Gustavo Ezquerra)‏ هو متزحلق جبال الألب أرجنتيني، ولد في 1948 في باريلوتشي في الأرجنتين.

## وصلات خارجية
- غوستافو إيزكيرا على موقع أوليمبيديا (الإنجليزية)